# If You Leave Me Now
"If You Leave Me Now" là tên một ca khúc nổi tiếng của nhóm nhạc Chicago, nằm trong album Chicago X. Peter Cetera đã sáng tác bài này và phát hành như một đĩa đơn vào tháng 7 năm 1976.
Ca khúc đã đứng đầu bảng xếp hạng tại Mỹ ngày 23 tháng 10 năm 1976 và giữ vững trong 2 tuần, và ca khúc là nhạc phẩm đầu tiên giữ vị trí thứ nhất của nhóm nhạc. Bài hát được phổ biến ở nhiều dạng nhạc phát thanh.
"If You Leave Me Now" còn đứng đầu các bảng xếp hạng của các quốc gia khác như Anh và Australia. Bài hát cũng là ca khúc duy nhất được giải thưởng Grammy vào năm 1977.
Trong cuộc bỏ phiếu vào năm 2006 trên chương trình Britain's Favourite Break-up Songs của Channel 5, "If You Leave Me Now" được xếp thứ 8.
Bài hát cũng đã được dùng trong phim hoạt hình "Happy Feet".

## Những phiên bản khác
- Cetera đã thu âm lại bài hát với tư cách là một người hát sô lô trong album You're the Inspiration: A Collection của anh vào năm 1997.
- Philip Bailey của Earth, Wind & Fire đã hát bài này trong buổi diễn của họ với Chicago vào năm 2004. Phiên bản này có trong album Love Songs của Chicago.